# Elmer Eric Schattschneider
Elmer Eric Schattschneider (* 11. August 1892 in Bethany, Minnesota; † 4. März 1971) war ein US-amerikanischer Politikwissenschaftler, der 1956/57 als Präsident der American Political Science Association (APSA) amtierte. Zu diesem Zeitpunkt war er Professor an der Wesleyan University.
Schattschneider machte sein Bachelor-Examen 1915 an der University of Wisconsin–Madison, wo er im selben Jahr in die Phi Beta Kappa aufgenommen wurde. Nach Tätigkeit als High-School-Lehrer nahm er sein Studium an der University of Pittsburgh wieder auf und legte dort 1927 das Master-Examen ab. Anschließend war er Dozent der Politikwissenschaft und Assistant Professor an der Columbia University, dem New Jersey College for Women (jetzt Rutgers University) und der Wesleyan University. 1935 wurde er an der Columbia University zum Ph.D. promoviert. Danach war er an der Wesleyan University Associate Professor (1935 bis 1939), John E. Andrus Professor of Government (1939 bis 1960) und Professor Emeritus of Government (1960 bis 1971). 
1958 wurde Schattschneider in die American Academy of Arts and Sciences gewählt.

## Schriften (Auswahl)
- Two hundred million Americans in search of a government. Holt, Rinehart and Winston, New York 1969.
- Political parties and democracy. Holt, Rinehart and Winston, New York 1964.
- Local political surveys. Holt, Rinehart and Winston, New York 1962.
- The semisovereign people. Arealist's view of democracy in America. Rinehart and Winston, New York 1960.
- Party government. Farrar and Rinehart, New York 1942 (Reprint 1977).
- Politics, pressures and the tariff. Prentice Hall, New York 1935 (Reprint 1963).